# Muhàmmad al-Mahdí bi-L·lah
Abu-l-Walid Muhàmmad ibn Hixam ibn Abd-al-Jabbar ibn Abd-ar-Rahman an-Nàssir al-Mahdí bi-L·lah o, més senzillament, Muhàmmad II o Muhàmmad al-Mahdí —àrab: محمد المهدي بالله, Muḥammad al-Mahdī bi-Llāh—, fou el quart califa omeia de Qúrtuba (1009) i onzè governant omeia. Va succeir Hixam II en 1009.
Hixam II estava sota el control absolut de l'hàjib amírida Abd-ar-Rahman ibn al-Mansur (fill d'Almansor) conegut com a Sanxuelo (Sanxol o Xanjwilu) que l'havia pressionat per designar-lo com a hereu fins a aconseguir-ho (novembre del 1008). Aquesta decisió va provocar l'hostilitat de la família omeia i dels seus partidaris. El clan omeia va encarregar a un dels seus, Muhàmmad ibn Hixam ibn Abd-al-Jabbar, besnet d'Abd-ar-Rahman III, que tenia molts partidaris a la ciutat de Còrdova, d'organitzar una rebel·lió. Es va decidir el dia de l'aixecament que seria aprofitant l'absència de Sanxuelo en expedició a Castella.
El 15 de febrer de 1009 el cap rebel va atacar el palau reial on estava el califa Hixam II i un grup reduït dels seus fidels, el va ocupar i va fer signar al califa un document en el qual abdicava. Tot seguit es va fer proclamar califa amb el làqab honorífic d'al-Mahdí. La revolta popular va portar al saqueig de la vila amírida de Madínat az-Zahrà i totes les riqueses que contenia van caure en mans dels saquejadors que les van presentar al nou califa. Aquest per esborrar tot rastre dels amírides, va fer destruir Madínat az-Zahrà fins als fonaments i cremar les restes.
Al-Mahdí es va preparar per a la reacció de Sanchuelo, que informat dels fets, retornava de la seva expedició amb l'exèrcit i estava acampat a Calatrava (Qàlat Rabah); Sanxuelo va intentar assegurar-se de la fidelitat de les tropes, de majoria amaziga, però aquestes el van abandonar, i es va dirigir amb alguns lleials a Còrdova esperant reunir els seus partidaris a la ciutat, però fou capturat per emissaris d'al-Mahdí en un santuari a la Sierra Morena l'1 de març i executat el 3 de març de 1009. El seu cadàver fou exposat en una creu a Còrdova. Pocs dies després al-Mahdí va fer córrer el rumor de la mort de Hixam II (l'anomenada primera mort). El seu propi fill Ubayd-Al·lah fou nomenat valí de Toledo i el governador de les fortaleses del Duero (Frontera Superior), Wadih, li va donar suport.
Al-Mahdí aviat es va enfrontar amb els seus parent omeies i als caps amazics del seu exèrcit. Aviat es va organitzar una conspiració i els amazics van aixecar contra el califa a un pretendent omeia de nom Hixam ibn Sulayman ibn al-Nasir amb el làqab d'al-Rashid, i van assetjar Còrdova, però al-Mahdí va fer una sortida, els va derrotar i va matar el pretendent.
Llavors els amazics van proclamar un nou príncep omeia, Sulayman ibn al-Hakam amb el làqab d'al-Mustaín i van demanar ajut al comte de Castella Sanç I Garcès que li va enviar un contingent de cavallers, derrotant pel camí al general Wadih a al-Kala al-Nahar (Alcalá de Henares). Tot i els esforços d'al-Mahdí, les seves forces foren derrotades a Alcolea, i el setge de Còrdova es va anar estrenyent. Llavors va intentar restaurar al tron al califa Hixam II al-Muàyyad al que havia deposat uns mesos abans i se suposava mort, al que va presentar viu i va declarar com l'autèntic califa i ell mateix es va declarar el seu lloctinent, però no va tenir èxit i el 7 de novembre de 1009 els assetjants van ocupar el palau califal. Al-Mahdí va fugir i es va amagar a la ciutat i Sulayman al-Mustaín va rebre el jurament dels amazics com a nou califa. Les forces que restaven lleials al-Mahdi foren derrotades pels amazics i castellans a Tebul Quinto (Djabal Qantish o Qintos, que vol dir muntanya de Quint) el 5 de desembre del 1009. Els castellans van passar unes setmanes saquejant. A canvi d'aquesta ajuda els castellans havien de rebre unes 200 fortaleses de la Marca Superior però les fortaleses restaven a mans de tropes lleials a Wadih i, per tant, la cessió promesa per Sulayman no es va fer efectiva i finalment els castellans van retornar al seu comtat.
Després de Tebul Quinto, al-Mahdí va poder fugir de Còrdova i va arribar a Toledo on fou ben acollit pel seu fill Ubayd-Al·lah i pel governador de la Frontera, Wadih, i es va aliar al comte Ramon Borrell de Barcelona i Ermengol I d'Urgell, que amb les seves forces es van reunir a les forces de Wadih i junts van marxar cap a Còrdova (maig/juny del 1010). La victòria dels catalans a la batalla d'Aqbat al-Bakr el 2 de juny, els va obrir les portes de la ciutat que van ocupar, tot i que hi van morir uns quants nobles catalans; Sulayman va fugir a Madínat az-Zahrà i al-Mahdí fou restaurat.
Una vegada al poder va iniciar una repressió sagnant contra els seus enemics, especialment els amazics que eren a Còrdova; però això va provocar l'aixecament dels amazics de la regió que van retornar a la ciutat i la van assetjar en nom de Sulayman. El contingent català, que havia quedat debilitat per les pèrdues tingudes, fou derrotat en la batalla del riu Guadiaro (21 de juny) en la confluència dels rius Guadaira i Guadalquivir, en la qual va morir el comte d'Urgell Ermengol I, que fou conegut després com "El de Còrdova", i es va decidir retirar-se, abandonant Còrdova el 8 de juliol i la ciutat és saquejada perquè Hixam no pot pagar als catalans.
Sota la pressió dels assetjants amazics, Wadih que manava les forces d'al-Mahdí, va decidir detenir a aquest i proclamar a Hixam II que va rebre el jurament de lleialtat (juliol de 1010). Al-Mahdí va comparèixer davant Hixam II i després fou assassinat al palau per esclaus amírides el 23 de juliol de 1010. El govern efectiu va quedar en mans de Wadih com hàjib; llavors va negociar amb els castellans l'entrega de les fortaleses que se'ls havien promès per Sulayman, a canvi de suspendre el suport a aquest. Això va afectar poc a Sulayman, que va continuar el setge que va durar fins al 1013. Aquesta situació va afavorir que entre 1010 i 1012 diversos governadors es fessin independents (Dénia, Toledo, Granada…)